# Chemistry - A European Journal
Chemistry - A European Journal è una rivista accademica che pubblica articoli riguardanti tutte le aree della chimica. È posseduta dall'organizzazione ChemPubSoc Europe, che raggruppa le 14 società chimiche europee. Viene pubblicata dall'editore Wiley-VCH. Nel 2014 l'impact factor è risultato 5,731.